# Gerard Damiano
Gerardo Rocco Damiano, més conegut com a Gerard Damiano (Ciutat de Nova York, 1928 – Fort Myers, 2008) fou un director de cinema pornogràfic estatunidenc.
Va néixer el 4 d'agost de 1928, fill d'una família catòlica italiana del Bronx. Quan tenia 6 anys, el seu pare va morir; i la seva mare no es tornà a casar mai més. El dia que complí 17 anys s'allistà a la Marina dels Estats Units d'Amèrica per a 4 anys. Després, va estudiar tecnologia de raigs X al GI Bill, i més endavant va obrir un saló de perruqueria a la Ciutat de Nova York.
A poc a poc va anar prenent un major interès en la creació de pel·lícules després que el seu comptable el presentés a un productor que estava fent una pel·lícula de por amb un pressupost baix. Intrigat, Damiano va començar a ajudar com ell podia en el muntatge.
Va dirigir la famosa pel·lícula Deep Throat (1972) protagonitzada per Linda Lovelace i Harry Reems. L'èxit de la pel·lícula ajudà a impulsar la indústria del cinema per a adults. Altres pel·lícules notables fetes per Damiano són The Devil in Miss Jones (1973) i el clàssic sadomasoquista The Story of Joanna (1975).
Es va casar amb l'actriu porno Paula Morton (anomenada realment Barbara Walton) l'any 1975, i varen tenir dos fills: Christar i Gerard Jr. Aquest fou el seu segon matrimoni. El seu primer i tercer no tingueren descendència.
Morí el dissabte 25 d'octubre de 2008 a la localitat estatunidenca de Fort Myers, a l'estat de Florida, als 80 anys per culpa d'un vessament cerebral patit el setembre.

## Filmografia
| 1. We All Go Down (1969) 2. Teenie Tulip (1970) 3. Marriage Manual (1970) 4. Changes (1970; títol alternatiu: Sex U.S.A.) 5. The Magical Ring" (1971) (probablement reedit com a Bottoms Up) 6. Deep Throat (1972; com a Jerry Gerard) 7. Meatball (1972; com a D. Furred) 8. The Devil in Miss Jones (1973) 9. Memories Within Miss Aggie (1974) 10. Legacy of Satan (1974) 11. Portrait (1974) 12. The Story of Joanna (1975) 13. Let My Puppets Come (1976) 14. Joint Venture (1977; títols alternatius: Erotic Olympics o The Sex Team) 15. Odyssey (1977; títol alternatiu: Odyssey, the Ultimate Trip) 16. Damiano's People (1979) 17. Fantasy (1979; títol alternatius: Fantasy Island; Fascination o That Prickly Feeling) 18. For Richer, for Poorer (1979) 19. Skin Flicks (1979; títol alternatiu: Midnight Blue) 20. Beyond Your Wildest Dreams (1981) 21. Never So Deep (1981) 22. The Satisfiers of Alpha Blue (1981; títol alternatiu: Alpha Blue) 23. Consenting Adults (1982) 24. Flesh & Fantasy (1983) | 1. Night Hunger (1983) 2. Return to Alpha Blue (1983) 3. Whose Fantasy Is It Anyway (1983; títol alternatiu: Gerard Damiano's Private Fantasies) 4. Inside Everybody (1984; títol alternatiu: Gerard Damiano's Private Fantasies 2: Inside Everybody) 5. Night Magic (1984) 6. Throat 12 Years After (1984) 7. Flesh and Fantasy (1985) 8. Forbidden Bodies (1986) 9. Cravings (1987) 10. Future Sodom (1987) 11. Lessons in Lust (1987) 12. Maximum Head (1987) 13. Slightly Used (1987) 14. Ultrasex (1987) 15. Candy's Little Sister Sugar (1988) 16. Ruthless Women (1988) 17. Dirty Movies (1989) 18. Perils of Paula (1989) 19. Splendor in the Ass (1989; títol alternatiu: Sex Express) 20. Young Girls in Tight Jeans (1989) 21. Buco profondo (1991) 22. Just for the Hell of It (1991) 23. Manbait (1991; títol alternatiu: The Last Couple) 24. Manbait 2 (1991) 25. Eccitazione fatale (1992) 26. Le Professoresse di sessuologia applicata (1992) 27. Naked Goddess (1993) 28. Naked Goddess 2 (1994) |